# Paulo Henrique (futebolista)
Paulo Henrique de Oliveira Alves (Sete Barras, 25 de julho de 1996) é um futebolista brasileiro que atua como lateral-direito. Atualmente defende o Vasco da Gama.

## Carreira

### Início
Começou como profissional no Londrina e fez sua estreia na equipe em 16 de março de 2016, com uma vitória por 1-0 fora de casa, sobre o Parauapebas pela Copa do Brasil.
Por ser pouco utilizado, Paulo Henrique atendeu empréstimos ao Iraty, Operário, União Beltrão e Metropolitano, onde obteve maior sequência. 
Em 1º de agosto de 2019, mudou-se para o Atlético Tubarão.

### Paraná
Após bom desempenho na Copa Santa Catarina, em 10 de janeiro de 2020 Paulo Henrique acertou um acordo com o Paraná, que disputaria a Série B. Após impressionar o clube com um bom início de ano, o jogador teve seu contrato renovado até dezembro de 2021.

### Juventude
No dia 24 de fevereiro de 2021, Paulo Henrique foi anunciado no Juventude para a disputa da Série A. No ano seguinte se destacou ofensivamente, sendo considerado o 6º jogador mais rápido do mundo.

### Atlético Mineiro
Foi anunciado pela equipe mineira no dia 3 de janeiro de 2023. O jogador veio para o clube mineiro após ter sido, anos antes, disputado por outro clube de Minas Gerais, o rival Cruzeiro. Em contato com uma reportagem mineira, um setorista do Juventude comentou a passagem de Paulo Henrique pela equipe gaúcha: 
| “ | Ele chegou ao Juventude no começo de 2021, inclusive, o clube gaúcho conseguiu vencer a concorrência do Cruzeiro naquele momento. O Paulo Henrique nunca foi titular absoluto do Juventude, que tinha o Michel Macedo, em 2021, e o Rodrigo Soares, neste ano. O jogador tem características de lateral ofensivo, muito rápido, tem bom cruzamento, mas peca na marcação. É bom no apoio e deixa a desejar defensivamente. Tanto é que jogou algumas partidas como ponta, posição na qual se destacou. | ” |

No Galo, porém, o lateral pouco atuou, disputando apenas três partidas na primeira fase do Campeonato Mineiro e sendo substituído no intervalo em duas delas. Após a contratação de Renzo Saravia, o jogador sabia que teria ainda menos minutos em campo e pediu para ser negociado após saber do interesse de outras equipes da Serie A em seu futebol.

### Vasco da Gama

#### 2023
Foi anunciado pelo clube carioca em 25 de fevereiro de 2023. Fez sua estreia oficial na derrota por 1 a 0 para o Santos em São Januário pelo Brasileirão, substituindo Puma Rodriguez no segundo tempo.
O jogador esteve muito tempo no banco de reservas durante a passagem de Maurício Barbieri no comando da equipe. Paulo havia se tornado uma das últimas opções para lateral direita do elenco vascaíno, vide que, em dado momento, o treinador Ramón Diaz optou por usar Robson Bambu, um zagueiro, improvisado na posição.
Após a avaliação de diversos jogadores, Paulo Henrique conquistou a titularidade no Vasco da Gama. Seu desempenho notável teve início com um empate por 0 a 0 contra o São Paulo, em partida válida pela 26ª rodada do Campeonato Brasileiro, realizada em São Januário. Até aquele momento, esse havia sido apenas seu quarto jogo na competição. Sua boa atuação chamou a atenção do técnico argentino, que passou a utilizá-lo com mais frequência na tentativa de evitar o rebaixamento da equipe cruz-maltina. Mantendo uma sequência consistente de jogos, Paulo ausentou-se apenas uma vez, devido a uma lesão. Contudo, retornou de forma decisiva, sendo considerado herói ao marcar um gol de fora da área que garantiu a vitória do Vasco sobre o Botafogo, então líder do campeonato, que vinha pressionado após uma derrota para o Palmeiras, equipe que, à época, se aproximava da liderança do torneio.
Ao final do campeonato, Paulo ajudou o time a permanecer na primeira divisão. O jogador deu uma assistência para Serginho fazer o gol que garantiu a equipe na elite do futebol brasileiro. Com a vitória do Vasco por 2–1 diante do Bragantino, a equipe de São Januário alcançou a 15ª colocação. O lateral fizera 14 jogos, onde fez um gol e uma assistência.
Em 26 de dezembro de 2023, foi comprado definitivamente a pedido do treinador Ramón Díaz. Seu contrato de empréstimo iria terminar no fim de dezembro, porém por ter sido muito importante na reta final do Campeonato Brasileiro, o atleta ganhou a confiança do treinador e o mesmo pediu para que a SAF comprasse.

#### 2024
Após voltar de uma pré-temporada vitoriosa com o elenco principal do Vasco no Uruguai, Paulo estreou oficialmente na terceira rodada do Campeonato Carioca. Na ocasião, o lateral direito deu uma assistência para Léo Pelé abrir o placar na vitória, de 2 a 0, diante o Madureira em São Januário.
Assim que o estadual terminou, com o seu clube sendo eliminado na semifinal para o Nova Iguaçu, Paulo estreou no Campeonato Brasileiro como titular na vitória diante o Grêmio na rodada de abertura. O Vasco, no entanto, novamente teve um início de demasiada oscilação e passou por dois treinadores até a Rafael Paiva, outrora interino, se firmar no comando vascaíno. Com ele a equipe tivera uma significativa melhora, já que levou o clube à semifinal da Copa do Brasil e firmava a equipe no meio da tabela na segunda metade do Brasileirão. Foi com Paiva que Paulo fizera seu primeiro gol na época diante o Bahia na 12ª rodada.
Após um bom início de Paiva, o time novamente tivera oscilações e o treinador foi demitido na reta final do Campeonato. Nas últimas três partidas, o jogador fizera apenas o segundo jogo sob o comando interino de Felipe Maestro. Na primeira, contra o Atlético Goianiense, foi suplente não utilizado já que o comandante optou pela titularidade de Puma Rodríguez. Na partida posterior, foi titular contra o Atlético Mineiro, mas levou um cartão amarelo e foi suspenso para rodada final da Liga Brasileira. Assim, terminou a época com 53 partidas, um gol e duas assistências.

## Títulos
Operário-PR
- Campeonato Brasileiro - Série D: 2017[carece de fontes?]

Metropolitano
- Campeonato Catarinense - Segunda Divisão: 2018[carece de fontes?]

Atlético Mineiro
- Campeonato Mineiro: 2023[carece de fontes?]

Vasco da Gama
- Troféu Serie Río de La Plata: 2024 (Pablo Guiñazú / Juan Ahuntchain)[35][36]